# Митрово Поље
Митрово Поље је место у општини Александровац у непосредној близини планине Жељин. Налази се на интересантној локацији и веома интересантно природно окружење. Богато је разноврсним биљним и животињским светом. Има одлично очувану природу и свеж ваздух. 
Богато је пространим пашњацима и шумама, а погодно је за узгој неких пољопривредних култура, а посебно јагодастог воћа

## Локација
Митрово Поље се налази на северозападном делу општине Александровац на надморској висини од 650-700м. До њега се може доћи из три правца: Александровца 22 км, Врњачке Бање 22 км и Бруса 22 км. Ово атрактивно подпланинско месташце се налази у непосредној близини планине Жељин (1784м) који затвара долину Расине са западне стране. Са северне стране налази се планина Гоч (1219м). Локалитет се налази на кориту два већа речна тока, реке Расине чије је извориште на Жељину и реке Загрже чије је извориште на јужним обронцима Гоча. Ове реке су богате поточном пастрмком, кркушом и кленом.

## Оаза за одмор
Простор и клима којом се одликује Митрово Поље, базен са термоминералном водом који се налази у склопу одмаралишта Црвеног крста, рибњаци и остали садржаји, затим могућност камповања дају значајне погодности у коришћењу овог локалитета за активан одмор. Активности: пешачење, планинарење, пливање, шетња паса, посматрање птица, лов, риболов, убирање лековитог биља, печурки и других шумских плодова, дегустација домаће хране и пића, обављање сеоских послова.
Сваке године се одржавају спортске јулске игре. У тих просечно недељу дана се организују такмичења из више спортова у којима наступају спортисти из свих околних општина.

## Средњовековни град Козник
У близини Митровог Поља се јасно могу видети и остаци средњовековног града Козника, врх Жељина као и читава долина Расине све до Бруса. 
Овај град је један од неколико најочуванијих средњовековних утврђења на подручју Србије. Иако претпоставке кажу да је Козник био активно утврђење још за време Келта и Римљана, поуздано се може рећи да остаци који су данас очувани углавном припадају 14. веку. Зна се поуздано да је у време Лазара Хребељановића Козник био град у коме је он често боравио. 
Град Козник спада у једна од највиших средњовековних утврђења јер је изграђен на врло стрмој планинског коси, огранку Копаоника на 922м надморске висине. Само узвишење представља централни део некадашње тврђаве и данас је сасвим добро очувано неколико кула. Унутар града откривено је 4 бунара питке воде. Са ових бунара се град снабдевао водом у време опсада које су вршене у ратним епохама. Град Козник се види из различитих делова Жупе.